# میل، میل است
میل، میل است یا میل دلخواه است (به تامیلی: Aasai Aasaiyai) فیلمی هندی محصول سال ۲۰۰۳ و به کارگردانی راوی ماریا است. در این فیلم بازیگرانی همچون جیوا، میناکشی، سانتوشی، جی لیونگستون، رامش خانا، آناندراج، نثار، سریویدیا و راغوا لارنس ایفای نقش کرده‌اند.